# Glassland
 (octobre 2019).

Glassland est un film irlandais de Gerard Barrett sorti en 2014.
Pour plus de détails, voir Fiche technique et Distribution.

## Synopsis
Un chauffeur de taxi tente désespérément de sauver sa famille mais se retrouve entraîné dans l'engrenage de la traite d'êtres humains.

## Fiche technique
- Titre original : Glassland[3]
- Réalisation et scénario : Gerard Barrett
- Costumes : Leonie Prendergast
- Photographie : Piers McGrail
- Montage : Nathan Nugent (en)
- Musique : Ed Cobb
- Production : Juliette Bonnass, Ed Guiney, Gerard Barrett, Andrew Lowe
- Sociétés de production :
- Société de distribution :
- Pays d'origine :  Irlande
- Langue originale : anglais
- Genre : Drame
- Durée : 93 min
- Date de sortie : 11 juillet 2014

## Distribution
- Jack Reynor : John
- Toni Collette : Jean
- Will Poulter : Shane
- Michael Smiley : Jim
- Ally Ni Chiarain : La femme dans le taxi
- Joe Mullins : Le chauffeur de taxi
- Dairíne Ní Dhonnchú : Bridie
- D.J. McGrath : Paul